# Санкција
Санкција је реакција друштва или знатног броја његових чланова на начин понашања, који се тиме одобрава (позитивна санкција) или не одобрава (негативна санкција). Термин санкција долази из латинског језика и преузет је у већини европских језика са углавном истим значењем. Sanctio (лат. Sancire) у преводу значи учинити светим, неповредивим у религијском смислу. Касније је религијски елемент ишчезнуо, али је остала идеја неповредивости, непрекршивости правила. Међутим, у зависности од сфере друштвеног живота у којој се израз користи, значење у извесној мери варира. Неподударности су уочљиве између коришћења израза у социолошком, политичком, правном, економском, етичком, религијском или педагошком смислу.

## Правна санкција
У праву, термин санкција означава део правне норме, познат као секундарна диспозиција. Правна норма се састоји из диспозиције и санкције, и оба представљају правила понашања. Међутим, то су алтернативна правила понашања, тј. или се примењује једно или друго. Услов за примену санкције увек мора бити предвиђен, јер се санкција примењује само ако је извршен прекршај диспозиције. Прекршај је неопходан услов за примену санкције, али поред њега могу бити одређени и други услови за њену примену. Прекршај чини радња која је супротна оном понашању које је у диспозицији предвиђено као обавезно. Та радња може бити позитивна (чињење) или негативна (нечињење).

### Врсте правних санкција

#### Према лицима (физичким и правним)
- Кривичне - имају за циљ да на одговарајући начин казне кривца или да спрече даље вршење кривичних дела. Састоје се у трајном или привременом одузимању: живота, слободе, части, имовине, права итд.
- Грађанске - имају за циљ да надокнаде штету која је начињена одређеном субјекту (оштећеном).[5]
- Прекршајне - прописују се, изричу и примењују да би грађани поштовали правни систем и да убудуће не чине прекршаје. Прекршајне санкције су: казне (новчана и/или казна затвора до 60 дана), опомене, заштитне мере и васпитне мере.[6]

#### Према актима
- Ништаве - правни акт је ништав ако садржи тешке повреде законитости. Ова санкција се састоји у поништавању свих последица које је произвео незаконити правни акт и то од момента његовог доношења (нпр. уговори о продаји дроге, биолошког и хемијског оружја). У овом случају, сматра се да правни акт није ни постојао, као ни последице које је произвео.
- Рушљиве - правни акт је рушљив, тј. биће поништен, ако садржи лакше повреде законитости. Одлука о поништавању важи од момента утврђивања незаконитости акта.[7]

Кључна разлика између ништавости и рушљивости акта састоји се у следећем: ништаван акт не производи никаква правна дејства, док рушљив акт има правне последице све док не буде укинут.

#### Према сврси
- Реститутивне - имају за циљ да пониште правно дејство незаконитог правног акта, отклоне правне последице које је он произвео, накнаде настале штете и врате стање у оно које је претходило доношењу незаконитог правног акта.
- Ретрибутивне - у ситуацијама када повреду и њене последице није могуће отклонити, примењује се ретрибутивна санкција, која има за циљ да казни починиоца незаконите материјалне (људске) радње.

## Међународне санкције
Међународне санкције су ненасилне радње које предузима држава (унилатералне) или више њих (мултилатералне) против других држава из политичких разлога.
Постоји више врста међународних санкција:
- Дипломатске санкције - чини их велики број мера којима се ограничавају дипломатски односи између две или више земаља. Представљају најчешћи, али истовремено и најблажи облик међународних санкција јер се углавном своде на повлачење или протеривање амбасадора уз ограничавање контаката званичника тих земаља.
- Економске санкције - увођењем казнених царинских стопа на увоз робе, блокирањем извоза робе у одређену земљу или потпуног прекида било ког облика трговине, врши се притисак на привреду дате земље. Циљ ових мера је промена неприхватљиве политике коју спроводи ова земља.
- Војне санкције - примена ових санкција има за циљ да се онемогуће неприхватљиве војне акције одређене државе. Блажи облик може бити ембарго на увоз војне опреме, нешто строжи облик је коришћење оружаних снага како би се спровела блокада неке државе, а као крајња мера може се предузети војна интервенција.